# اما خوداباشیان
اما خوداباشیان (ارمنی: Էմմա Խուդաբաշյան؛ انگلیسی: Emma Khudabashyan؛ زادهٔ ۳ مارس ۱۹۴۷) یک سیاستمدار، و اهل ارمنستان است که از تاریخ ۱۹۹۹ تا تاریخ ۲۰۰۷ سمت نمایندگی دوره‌های دوم و سوم مجلس ملی جمهوری ارمنستان را برعهده داشت.

## زندگی‌نامه
وی در ۳ مارس ۱۹۴۷ در شهرستان سوان به دنیا آمد و از دانشگاه دولتی علوم تربیتی آرماویر فارغ‌التحصیل گشت. وی همچنین برنده جوایزی همچون شد.

## یادداشت
1. ↑  Armavir State Pedagogical Academy